# Epic Games
Epic Games je společnost vyvíjející počítačové hry se sídlem v Cary, Severní Karolína, USA. Firmu založili Tim Sweeney a Mark Rein v roce 1991. V té době se však jmenovala Potomac Computer Systems a sídlila v Rockvillu v Marylandu.
Společnost na sebe poprvé upozornila, když vydala logickou hru ZZT. Krátce po vydání ZZT se společnost přejmenovala na Epic MegaGames a stala se oblíbenou, když vydala sharewarové verze svých her z první poloviny devadesátých let, jako např. Epic Pinball, Jill of the Jungle nebo Jazz Jackrabbit. Epic MegaGames také vydávala počítačové hry jiných společností. Za zmínku stojí spolupráce se společností Safari Software, se kterou se později Epic spojil a mnohé hry byly od té doby prodávány pod značkou Epic Classics.
V roce 1998 vydal Epic MegaGames Unreal, svou první 3D akční hru, která se stala první ze série několika her označovaných jako „Unreal games“. Engine této hry byl použit mnoha dalšími společnostmi zabývajících se vývojem her. V roce 1999 došlo opět k přejmenování společnosti na konečný název Epic Games. Potom se celá společnost přestěhovala z Rockvillu do svého nynějšího sídla v Cary. Od té doby až do léta 2007 se ve společnosti mnoho nezměnilo a byly postupně vydány hry Unreal Tournament a Unreal 2 a jejich vylepšované verze. V srpnu 2007 Epic Games koupila polskou společnost People Can Fly, jejichž lidé téměř zdvojnásobili počet zaměstnanců na 125. V roce 2012 získala 40% podíl ve společnosti čínská společnost Tencent, v říjnu 2018 měla Epic Games odhadovanou hodnotu téměř 15 mld. USD (asi 340 mld. Kč).
V roce 2017 Epic Games vytvořili nový herní mód do své hry Fortnite, ze které se později stala samostatná hra Fortnite Battle Royale, jedna z nejhranějších her na světě.
Koncem roku 2017 začal dávat zdarma hry každých čtrnáct dní, později zvýšil frekvenci na jednou týdně, koncem roku 2019 už pak rozdával dokonce každý den. V roce 2019 Epic Games rozdal hry v hodnotě asi (v přepočtu) za 30 000 Kč.

## Produkty
| Rok  | Titul                   | Platforma                                                |
| ---- | ----------------------- | -------------------------------------------------------- |
| 1991 | ZZT                     | MS-DOS                                                   |
| 1991 | Brix                    | DOS                                                      |
| 1992 | Overkill                | MS-DOS                                                   |
| 1992 | Kiloblaster             | MS-DOS                                                   |
| 1992 | Jill of the Jungle      | DOS                                                      |
| 1993 | Ken's Labyrinth         | Microsoft Windows                                        |
| 1993 | Epic Pinball            | MS-DOS                                                   |
| 1993 | Zone 66                 | MS-DOS                                                   |
| 1993 | Solar Winds             | MS-DOS                                                   |
| 1993 | Dare to Dream           | Microsoft Windows                                        |
| 1993 | Electro Man             | MS-DOS                                                   |
| 1993 | Ancients 1: Death Watch | MS-DOS                                                   |
| 1993 | Robbo                   | DOS                                                      |
| 1994 | Heartlight              | MS-DOS                                                   |
| 1994 | One Must Fall 2097      | MS-DOS                                                   |
| 1994 | Jazz Jackrabbit         | MS-DOS                                                   |
| 1994 | Highway Hunter          | MS-DOS                                                   |
| 1994 | Traffic Department 2192 | DOS                                                      |
| 1995 | Tyrian                  | DOS Microsoft Windows                                    |
| 1995 | Radix: Beyond the Void  | DOS                                                      |
| 1996 | Seek & Destroy          | MS-DOS Nintendo 64                                       |
| 1998 | Unreal                  | Microsoft Windows Mac OS                                 |
| 1998 | Castle of the Winds     | Microsoft Windows                                        |
| 1998 | Jazz Jackrabbit 2       | Microsoft Windows Mac OS                                 |
| 1998 | Unreal Tournament       | Microsoft Windows Mac OS Linux PlayStation 2 Dreamcast   |
| 1998 | Age of Wonders          | Microsoft Windows                                        |
| 2002 | Unreal Championship     | Xbox                                                     |
| 2002 | Unreal Tournament 2003  | Microsoft Windows OS X                                   |
| 2004 | Unreal Tournament 2004  | Microsoft Windows OS X                                   |
| 2005 | Unreal Championship 2   | Xbox                                                     |
| 2006 | Gears of War            | Microsoft Windows Xbox 360                               |
| 2007 | Unreal Tournament 3     | Microsoft Windows Xbox 360 PlayStation 3                 |
| 2008 | Gears of War 2          | Xbox 360                                                 |
| 2009 | Shadow Complex          | Microsoft Windows Xbox 360                               |
| 2010 | Infinity Blade          | iOS                                                      |
| 2011 | Bulletstorm             | Microsoft Windows Xbox 360 PlayStation 3                 |
| 2011 | Gears of War 3          | Xbox 360                                                 |
| 2011 | Infinity Blade 2        | iOS                                                      |
| 2013 | Gears of War: Judgement | Xbox 360                                                 |
| 2013 | Infinity Blade 3        | iOS                                                      |
| 2016 | Paragon                 | Microsoft Windows PlayStation 4                          |
| 2017 | Fortnite Battle Royale  | Microsoft Windows PlayStation 4 Xbox One Nintendo Switch |